# Starstrukk
"Starstrukk" je pjesma američkog sastava 3OH!3. Objavljena je kao drugi singl s njihovog debitantskog albuma Want. Pjesma je duet s američkom pjevačicom Katy Perry.

## O pjesmi
Singl je korišten za promociju filma When In Rome, a Perry je za MTV izjavila:
»Do pjesme sam došla baš kada je bila završena, a oni su rekli: "Katy je samo došla i obavili smo to. Da, štogod. Samo sam došla u studio, i bilo je gotovo, samo tako.«

## Popis pjesama
Digitalni download
1. Starstrukk

## Videospot
Videospot za pjesmu snimljen je u Los Angelesu, pod redateljskom palicom gitarista skupine Sum 41 Stevea Jocza. Objavljen je 8. lipnja 2009. godine. U videu članovi skupine 3OH!3 leže na podu i okruženi su mnoštvom ljudi, uglavnom djevojkama. Na kraju videa, trčeći unatrag, pobjegnu od gomile.
Remiks ft. Katy Perry
Video za remiks na kojem gostuje Katy Perry snimljen je 21. rujna 2009. godine pod redateljskom palicom Marca Klasfelda i Stevea Jocza. Premijera videa bila je 26. listopada 2009. goine na MTV-ju. Na početku video članovi sastava 3OH!3 sjede na rubu fontane i promatraju djevojke. Zatim jedna djevojka baci novčić u fontanu te se rukuje s čovjekom koji vodi slijepca. Nakon toga ta ista djevojka skoči na jednog od članova sastava, dok drugi krade novac iz fontane. U sljedećoj scnei njih dvoje plešu te pjevaju pred fontanom, a mnoge djevojke, u usporenoj snimci, trče prema njima. Zatim se pojavljuje Katy Perry koja uzima jedna novčić iz fonatne i diže ga u zrak te im se pridružuje u plesu pred fontanom. U sljedećoj sceni prikazani su (bez Perry) kako plove na čamcu u blizini nekog antičkog grada. Ubrzo se ponovno prikazuje scena u kojoj njih troje plešu pred onom istom fontanom. Zatim su prikazani kao vojnici na nekoj oranici, te jedan od njih drži gramofonsku ploču na kojoj je vidljiv znak koji se ujedno i nalazi na njihvovom debitantskom albumu 3OH!3. Oni ubrzo ploču bace u zrake i pogode ju metcima iz pušaka. U sljedećoj sceni prikazna je samo Perry u fonatni, a prema njoj približavaju se neki dečki. Zatim su njih troje ponovno prikazani kako sjede plešu pred fonatnom. Na kraju videa djevojke njih dovje bace u fontanu, a Perry nestaje. Ubrzo shavate da su sve ove događaje umislili, a nalaze se u fontani okruženi FBI-em.

## Top liste
| Top liste (2009.)      | Najviša pozicija |
| ---------------------- | ---------------- |
| Australija             | 4                |
| Austrija               | 48               |
| Belgija (Flandrija)    | 21               |
| Belgija (Valonija)     | 15               |
| Češka                  | 22               |
| Danska                 | 39               |
| Europa                 | 19               |
| Hrvatska               | 34               |
| Irska                  | 4                |
| Kanada                 | 31               |
| Nizozemska             | 65               |
| Novi Zeland            | 16               |
| SAD Billboard Hot 100  | 66               |
| SAD Pop Songs          | 25               |
| Slovačka               | 20               |
| Švedska                | 23               |
| Ujedinjeno Kraljevstvo | 3                |

## Singl u Hrvatskoj
| Tjedan   | 39 | 40 | 41 | 42 |
| -------- | -- | -- | -- | -- |
| Pozicija | 35 | 34 | 38 | 40 |

## Certifikacije
| Država      | Certifikacija | Prodaja   |
| ----------- | ------------- | --------- |
| Australija  | 2x platinasta | 140.000   |
| Novi Zeland | zlatna        | 7.500     |
| SAD         | zlatna        | 1.096.424 |
| UK          | zlatna        | 400.000   |

## Povijest objavljivanja
| Država                 | Datum              | Format                                              |
| ---------------------- | ------------------ | --------------------------------------------------- |
| SAD                    | 9. lipnja 2009.    | airplay (originalna verzija)                        |
| SAD                    | 8. rujna 2009.     | airplay, digitalni download (remiks ft. Katy Perry) |
| Ujedinjeno Kraljevstvo | 14. prosinca 2009. | airplay, digitalni download (remiks ft. Katy Perry) |